# 康輶纪行
《康輶纪行》，是鸦片战争后姚莹所著的一本书，初刊于道光末年，16卷本再刊于同治六年（公元1867年）。姚莹自称《康輶纪行》“大约所纪六端：一乍雅使事始末，二剌麻〔喇嘛〕及诸异教源流，三外夷山川形势风土，四入藏诸路道里远近，五泛论古今学术事实，六沿途感触杂撰诗文”。該書主要介绍中国西南边境及外国一些地区的史地风情，告诫中国人警惕侵略者的野心，主张加强沿海和边境防务，学习西方的数学、天文学等“长技”，“筹制夷之策”是他著该书的目的。该书开拓了当时人们的视野。